# Constitutio Criminalis Theresiana

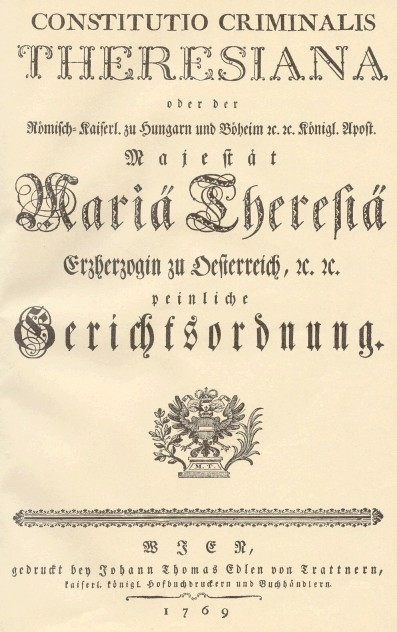
Titelseite der Constitutio Criminalis Theresiana

Die Constitutio Criminalis Theresiana (auch Nemesis Theresiana oder nur Theresiana) war ein von der österreichischen Herrscherin Maria Theresia erlassenes Strafgesetzbuch. Das Buch begründete ein einheitliches Straf- und Strafprozessrecht in den Ländern Österreichs und Böhmens. In Ungarn galt das Gesetz dagegen nicht.
Entworfen wurde das Buch 1768 in Wien, am 31. Dezember dieses Jahres wurde es, obwohl es von Staatsrat und Staatskanzlei wegen seiner Rückständigkeit abgelehnt worden war, in Kraft gesetzt. Die umstrittene Theresiana war jedoch nur bis 1787 gültig, da zu dem Zeitpunkt die Folter im Josephinischen Strafgesetz komplett abgeschafft wurde.
Die Constitutio Criminalis Theresiana war neben der angestrebten Vereinheitlichung des Strafrechts in Österreich auch ein Versuch Maria Theresias, die damals üblichen Foltermethoden verbindlich zu regeln und zu beschränken.
Das Buch enthält in zwei Anhängen, den „Beylagen“, Zeichnungen technischer Details und Konstruktionspläne von Folterinstrumenten. Auch die korrekte Durchführung der „legalen Torturen“ wird sehr genau beschrieben.
Im Textteil des Gesetzbuches waren die Strafen und ihre genaue Durchführung festlegt. Dazu gehörten Todesstrafen wie die Hinrichtung durch Verbrennen, Schwert oder Strang ebenso wie Leibstrafen, z. B. durch Auspeitschen, Foltern oder Verstümmeln. Bei Frauen sah das Gesetz die Möglichkeit vor, die Todesstrafe durch Herausreißen der Brüste vor der eigentlichen Hinrichtung zu verschärfen (vgl. auch Brustreißer).

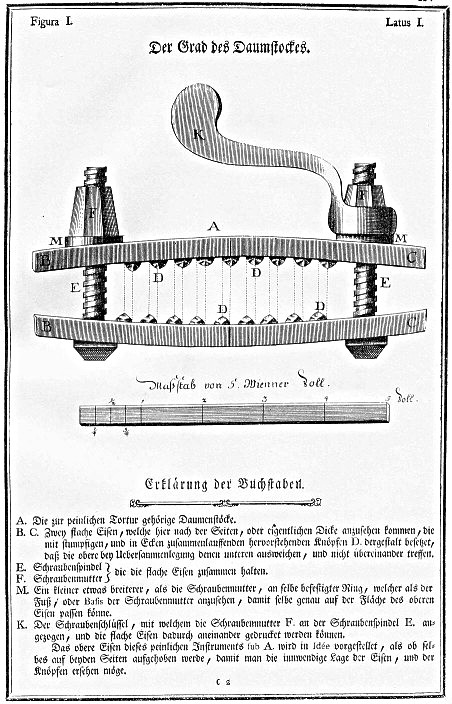
Daumenstock
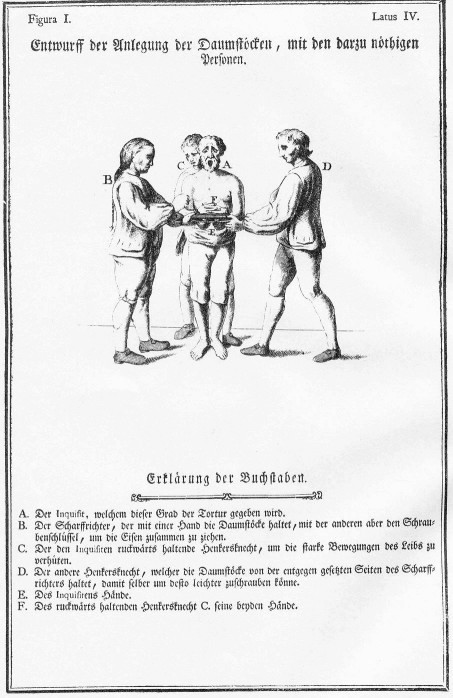
Anwendung des Daumenstocks
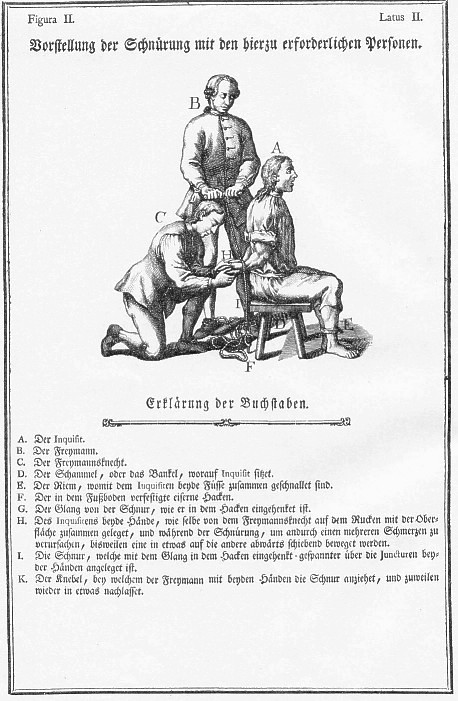
Schnürung
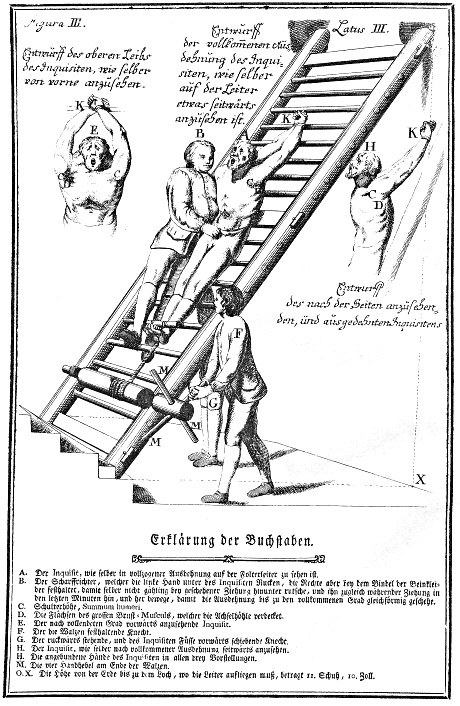
Streckleiter

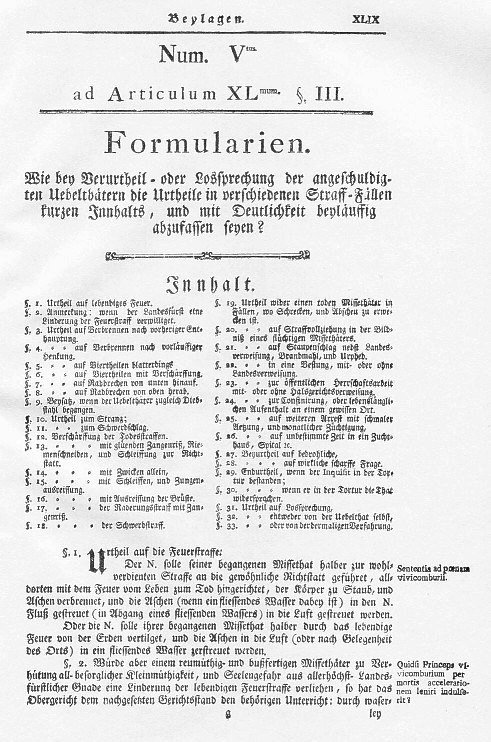
Seite aus dem Textteil
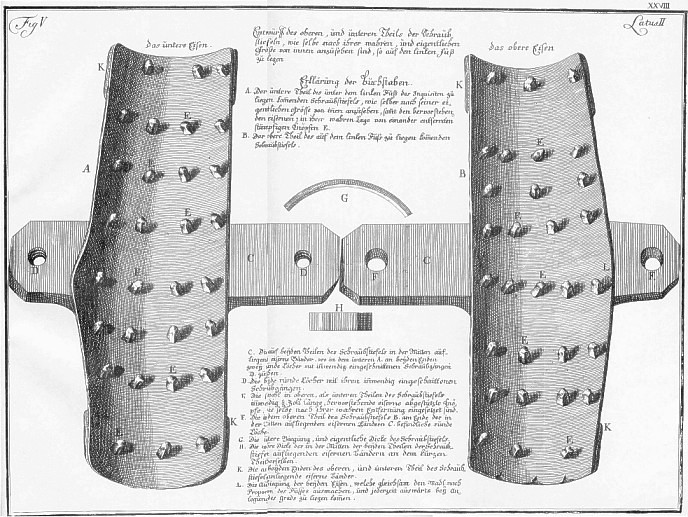
Abbildung von Beinschrauben
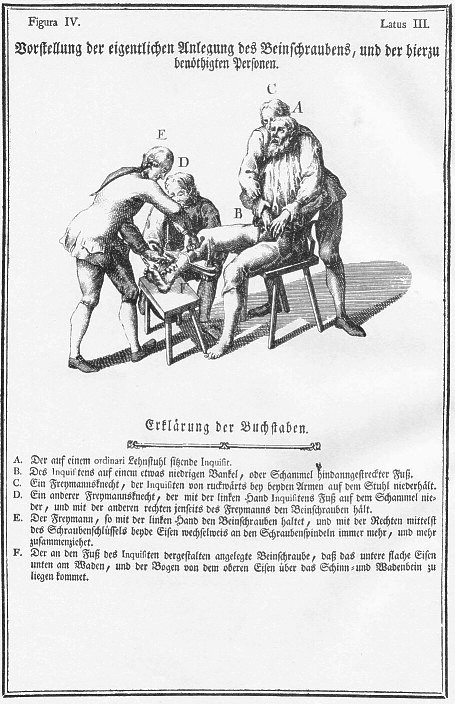
Anlegen der Beinschrauben
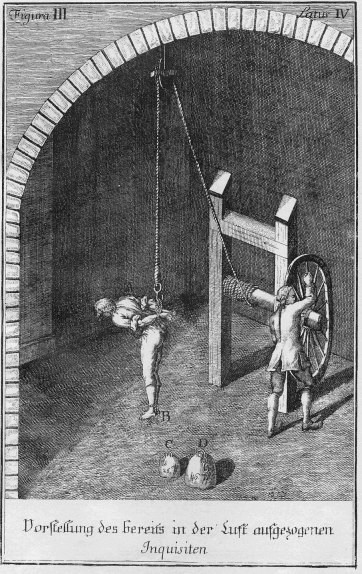
Folter durch Hochziehen mit der Winde

Der Geltungsbereich ist durch den Text gleich nach dem Großen Titel ersichtlich:
| Text | gemeinte Gebiete |
| --- | --- |
| „Entbieten allen, und jeden in Unseren … | |
| … königlich-böheimischen,… | Länder der Böhmischen Krone (Böhmen, Mähren und Österreichisch-Schlesien) |
| … wie auch nieder- … | Erzherzogtum Österreich |
| … inner- … | Innerösterreich (Herzogtum Steiermark, Herzogtum Kärnten, Herzogtum Krain, Markgrafschaft Istrien (noch ohne Westküste), Görz und Gradisca)                                                           |
| … ober- … | Gefürstete Grafschaft Tirol mit Vorarlberg |
| … und vorder-österreichischen Erblanden … | Vorderösterreich (schwäbische Gebiete: Oberamt Breisgau, Oberamt Offenburg, Oberamt Hohenberg, Oberamt Nellenburg, Oberamt Altdorf, Oberamt Tettnang, Oberamt Günzburg, Oberamt Winnweiler, Konstanz) |
| … sich befindenden hoch- und niederen Gerichtsstellen, Stadt- und Landrichtern, Halsgerichten, Landgerichtsinhabern, und Verwaltern, auch überhaupt all-Unseren treugehorsamsten Unterthanen, und Innsassen, was Würde, Standes, oder Wesens dieselbe sind, Unsere Gnad, und fügen hiermit männiglich zu wissen: …“ | |